# 鳗鳚
鳗鯛（学名：Congrogadus subducens），又名鳗鳚，为輻鰭魚綱鱸形目鱸亞目擬雀鯛科鳗鯛属的鱼类。分布于日本东京湾的相模湾以南、经琉球到中国的南海、并到南洋群岛及澳大利亚北部等处、印度洋的尼古巴群岛等海域，深度0-10公尺，體長可達45公分，主要生活于珊瑚礁附近，可做為觀賞魚。

## 外部連接
- 維基物種上的相關：鰻鯛